# Iglesia de Caquingora
La Iglesia de Caquingora, cuyo nombre completo es  Basílica Menor Santa Bárbara de Caquingora, es un templo ubicado en la población de Caquingora, municipio de Coro Coro, en la provincia de Pacajes del departamento de La Paz, a 115 km de distancia de la ciudad de La Paz. El templo es un espacio ritual católico de la época colonial, considerado monumento nacional del Estado Plurinacional de Bolivia. 

## Historia
La iglesia, que está ubicada al este de la plaza principal de Caquingora, se construyó entre 1560 y 1570 la obra  fue iniciada por los franciscanos, 4000 personas de la comunidad Taika Marka participaron de su construcción. Posteriormente la custodia del Templo pasó a las comunidades del sector: Sirpa, Kalari, Kollana, Huancarama, Nikoca, Chijchi, Kallirpa, Vichaya, Santa Rosa y Fhina.

## Características

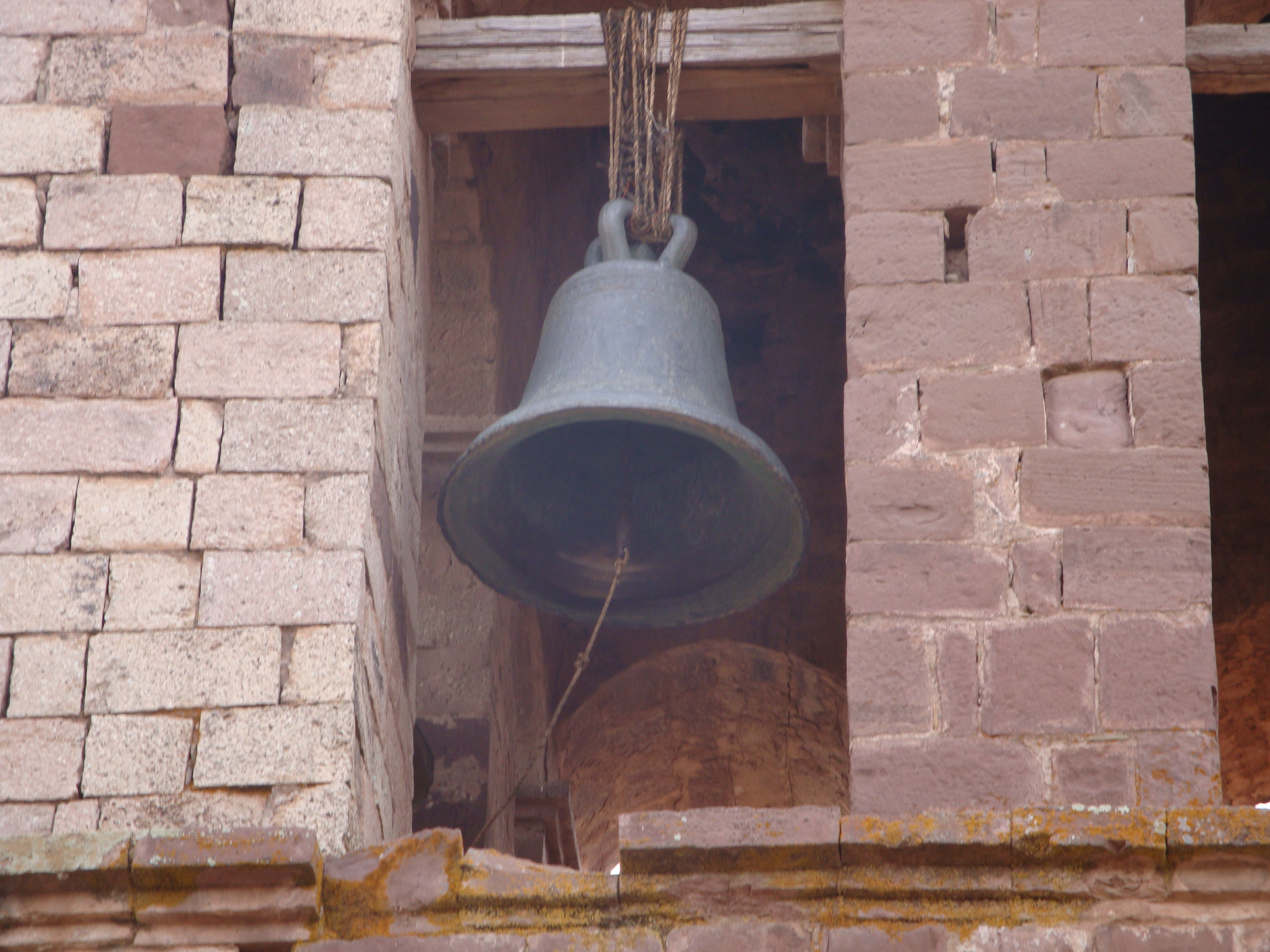
Campana del Templo

La iglesia está construida en piedra andesita. Y posee dos torres con campanario, mientras se construía fueron fundidas tres campanas similares, de ellas una se halla en el propio Templo de Caquingora, otra en la Basílica de San Francisco de La Paz y una tercera en la Catedral de Lima.

## Arte Sacro
La iglesia posee al menos 200 obras de arte de los siglos: s XVI, s XVII y s XVIII.

## Patrimonio
La iglesia fue declarada Patrimonio nacional mediante Decreto Supremo 8171 promulgado el 7 de diciembre de 1967.